# Rugby Europe U19 Championship 2014
El Rugby Europe U19 Championship del 2014 se disputó en Portugal y fue la octava edición del torneo en categoría M19.
El campeón del torneo fue Georgia, quien clasificó al Trofeo Mundial de Rugby Juvenil 2015.

## Equipos participantes
- Selección juvenil de rugby de Bélgica
- Selección juvenil de rugby de España
- Selección juvenil de rugby de Georgia
- Selección juvenil de rugby de Países Bajos
- Selección juvenil de rugby de Polonia
- Selección juvenil de rugby de Portugal
- Selección juvenil de rugby de Rumania
- Selección juvenil de rugby de Rusia

## Posiciones

### Cuartos de final
- Los perdedores avanzan a la copa de plata

| 26 de octubre | España | 24 - 13 | Rumania |  |  |

| 26 de octubre | Portugal | 38 - 5 | Bélgica |  |  |

| 26 de octubre | Georgia | 55 - 3 | Países Bajos |  |  |

| 26 de octubre | Rusia | 48 - 15 | Polonia |  |  |

### Semifinal de Plata
| 29 de octubre | Países Bajos | 18 - 17 | Polonia |  |  |

| 29 de octubre | Bélgica | 13 - 10 | Rumania |  |  |

### Semifinales Campeonato
| 29 de octubre | Portugal | 12 - 8 | España |  |  |

| 29 de octubre | Georgia | 41 - 5 | Rusia |  |  |

### Séptimo puesto
| 1 de noviembre | Rumania | 64 - 8 | Polonia |  |  |

### Quinto puesto
| 1 de noviembre | Países Bajos | 27 - 0 | Bélgica |  |  |

### Tercer puesto
| 1 de noviembre | España | 40 - 23 | Rusia |  |  |

### Final
| 1 de noviembre | Portugal | 14 - 44 | Georgia |  |  |

| Bandera de Georgia |
| Campeón Georgia    |
| Cuarto título      |